# Le Bain de Diane (Corot)
Pour les articles homonymes, voir Le Bain de Diane.
Le Bain de Diane – également appelé La Compagnie de Diane, Effet du matin ou Les Baigneuses – est un tableau réalisé par le peintre français Jean-Baptiste Camille Corot en 1855 à Paris. De format horizontal, cette huile sur toile est une peinture mythologique qui représente Diane et ses nymphes se baignant nues dans un lac, sous de grands arbres.
De part et d'autre de la composition domine une végétation relativement sombre. Elle forme une masse monochrome laissant apercevoir le ciel comme dans une échancrure. La lumière de l'aube se reflète légèrement sur le plan d'eau. À peine visibles au premier plan, les figures soulignent, par leur petitesse, le caractère sauvage du site choisi pour leurs ablutions.
L'œuvre est montrée à l'Exposition universelle de 1855. Achetée à l'artiste en 1858, elle est conservée au musée des Beaux-Arts de Bordeaux, à Bordeaux, en Gironde,. Une version réduite fait partie des collections du musée d'Art de Dallas, à Dallas, au Texas, dans le Sud des États-Unis.

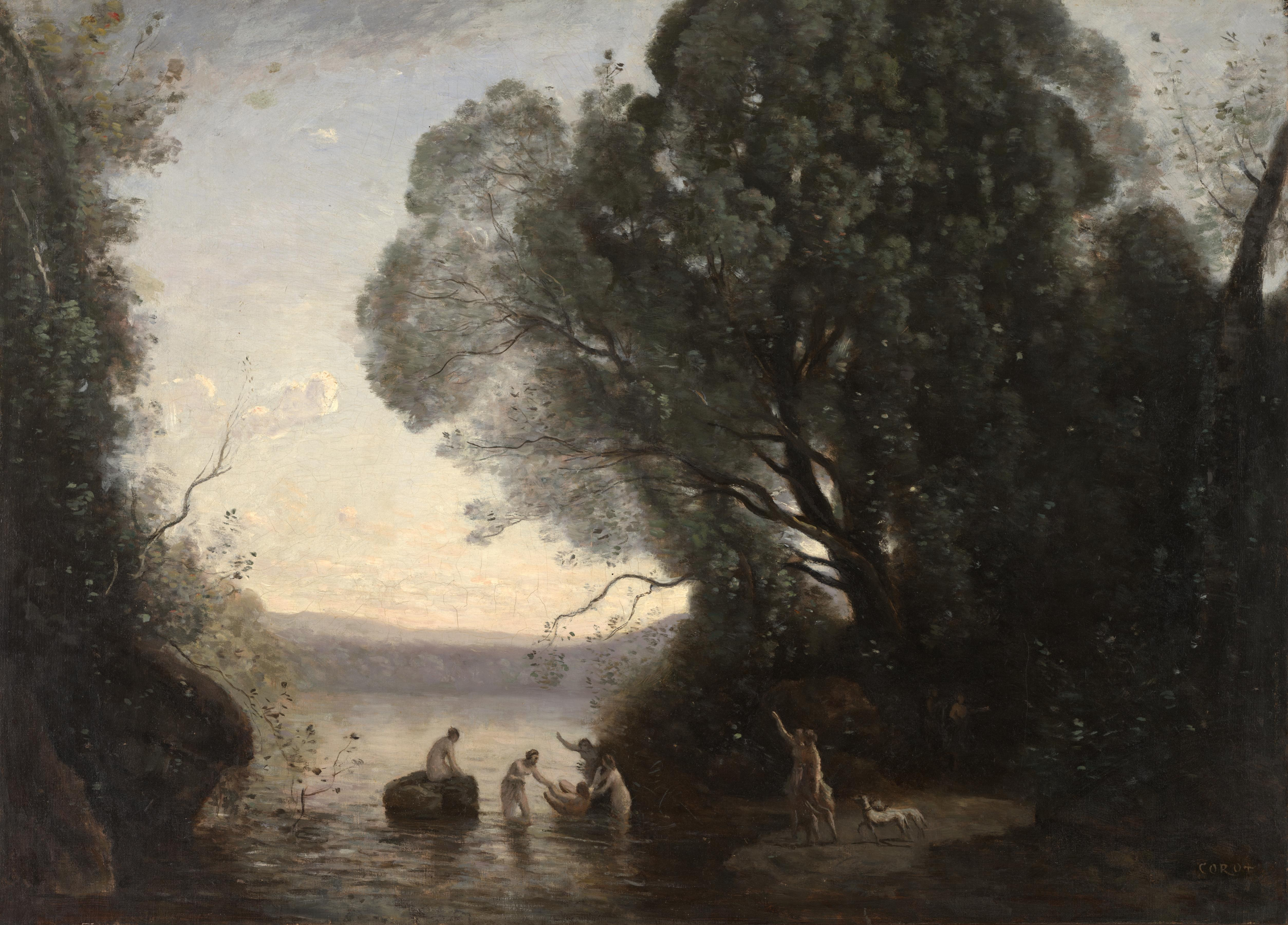
Le Bain de Diane, vers 1855 – Musée d'Art de Dallas, Dallas.